# Utah zászlaja
Utah zászlaját 2023-ban fogadták el. A zászlón kék színe Utah egét és tavait szimbolizálja, míg a fehér a hegyeket, a vörös pedig dél-Utah természeti képződményeit. Középen egy méhkaptár található, ami Utah lakosságának összetartását és az állam ipari mottóját szimbolizálja. Alatta egy öt ágú csillag látható, ami reményt és az állam 1896-os csatlakozását képviseli az Egyesült Államokhoz.
A 2024-ig használt lobogón a méhkaptár a szorgalom, az első telepesek fő erényének a jelképe, a liliom, az állam jelképe pedig a békéé. Az amerikai sas a védelmet jelképezi az amerikai zászlók pedig azt, hogy Utah támogatja a nemzetet.
2018-ban kezdett el dolgozni az állami törvényhozás a zászló megváltoztatásán. Az új zászlót 2023 elején fogadták el és adoptálása 2024. március 9-én történik meg.

## Zászlók
- Az Utolsó Napi Szentek Jézus Krisztus Egyháza által használt zászló, amit először Utah területén használtak
- Deseret állam zászlaja, amit az egyház javasolt 1849-ben
- Utah terület zászlaja
- 1903–1904
- 1904–1911
- 1911–1913
- 1913–1922
- 1922–2011
- 2011–2024